# 小林健 (歌手)
小林 健（こばやし けん、1964年5月21日 - ）は、日本の元歌手。神奈川県横浜市出身。

## ディスコグラフィー

### シングル
1. 君の瞳のブルー／熱帯夜急行（1986年7月21日、日本コロムビア）
ヤマハ「X'ART100」CMソング
2. モナリサ・リップス／左手のS・O・S〜土曜日のフィナーレ〜（1987年4月21日、日本コロムビア）
3. WARM BREEZE(抱きしめて!今を)／Peppermint Fragrance（1988年6月21日、日本コロムビア）
関西テレビ系「ねるとん紅鯨団」挿入歌

### アルバム
1. URBAN BLUE（1986年7月21日、日本コロムビア）作曲：小林健、編曲：小林健・難波正司
  1. Urban Blue (Instrumental)
  2. 君の瞳のブルー
  3. ラベルの無いカセット
  4. Walking Alone
  5. Mistake
  6. 熱帯夜急行
  7. Count Down
  8. 恋のジグソーパズル
  9. Lady My Love
  10. Never Say Good-Bye
2. SIZZLE（1987年5月21日、日本コロムビア）
  1. モナリサ・リップス（作詞：三浦徳子、作曲：小林健、編曲：武部聡志
  2. It’s アメリカン・ドリームス（作詞：三浦徳子、作曲：小林健、編曲：松下誠）
  3. 恋人にJealousy（作詞：小林健・栗原賢二、作曲：小林健、編曲：鈴川真樹・小林健）
  4. ボクサー（作詞：寺田恵子、作曲：小林健、編曲：稲川徹・小林健）
  5. ジュリア（作詞：小林健・栗原賢二、作曲：小林健、編曲：小林武史）
  6. WELCOME LADY（作詞：小林健・栗原賢二、作曲：小林健、編曲：稲川徹・小林健）
  7. ショッキング・ブルーナイト（作詞：三浦徳子、作曲：小林健、編曲：鈴川真樹・小林健・小林武史）
  8. 左手のS・O・S〜土曜日のフィナーレ〜（作詞：三浦徳子、作曲：小林健、編曲：松下誠）
  9. CLOSE UP（作詞：三浦徳子、作曲：小林健、編曲：武部聡志）
  10. 確かなものが何も・・・・（作詞：三浦徳子、作曲：小林健、編曲：小林武史）
3. WARM BREEZE（1988年7月1日、日本コロムビア）※ミニアルバム
  1. Swing Heart（作詩：国分広城、作曲：小林健、編曲：大谷和夫、コーラス・アレンジ：大塚修司）
  2. Peppermint Fragrance（作詩：国分広城、作曲：小林健、編曲：大谷和夫、コーラス・アレンジ：大塚修司）
  3. Cryin' Summer（作詞：小林和子、作曲：小林健、編曲：大谷和夫）
  4. Warm Breeze（作詞：国分広城、作曲：小林健、編曲：鈴木茂）

## 楽曲提供
- TWILIGHT KIDS
  - 「SWEET RAIN〜ハッピーエンドまでもう少し〜」（1993年2月25日、作詞：高柳恋、編曲：TWILIGHT KIDS）

## 出演

### CM
- ヤマハ「X'ART100」（1986年）